# 1132年
| 千纪： | 2千纪 |
| 世纪： | 11世纪 \| 12世纪 \| 13世纪 |
| 年代： | 1100年代 \| 1110年代 \| 1120年代 \| 1130年代 \| 1140年代 \| 1150年代 \| 1160年代                                                       |
| 年份： | 1127年 \| 1128年 \| 1129年 \| 1130年 \| 1131年 \| 1132年 \| 1133年 \| 1134年 \| 1135年 \| 1136年 \| 1137年                             |
| 纪年： | 壬子年（鼠年）；西夏正德六年；金天會十年；西辽延慶九年；南宋紹興二年；刘豫阜昌三年；大理保天四年；越南天順五年；日本天承二年，長承元年 |

## 大事记
- 據《守城錄》記載，南宋陳規于本年研制成长竹竿火枪20余支，并在守德安城作战中发挥作用。最早的火枪是五代时期的敦煌壁画中的管形火器，五代的火枪在科技史上具有重要意义。
- 1月28日——中國南宋名將韓世忠用雲梯、火炮攻打建州城（今福建南原），這是世界上使用火炮的最早記載。
- 劉豫的偽齊政權遷都開封。
- 西遼耶律大石在葉密立稱菊兒汗，正式建立帝國。
- 西遼軍被東喀喇汗國阿赫馬德·阿爾斯蘭汗的軍隊擊敗，損失慘重。
- 阿赫馬德·阿爾斯蘭汗去世，其子伊卜拉欣二世繼位，向耶律大石借兵對抗康里人和葛邏祿人，耶律大石率軍進入東喀喇汗國首都八剌沙袞，改名為虎思斡耳朵，東喀喇汗國成為西遼的屬國。
- 基輔大公姆斯季斯拉夫·弗拉基米羅維奇去世，他的弟弟亞羅波爾克•弗拉基米羅維奇繼承公位，被看成是基輔大公國的開端。

## 逝世
- 阿赫馬德·阿爾斯蘭汗，東喀喇汗第七任可汗，哈桑·桃花石·柏格達汗之子。
- 4月14日——姆斯季斯拉夫一世·弗拉基米羅維奇，基輔大公，弗拉基米爾·莫諾馬赫之子。